# Izoliatsia
Izoliatsia (en ukrainien : Ізоляція, « Isolation ») est une prison située à Donetsk, en Ukraine, créée après la prise de Donetsk en 2014 par les séparatistes pro-russes. La prison a été créée après que des représentants de la république populaire de Donetsk (RPD) ont saisi le site de la fondation des arts d'Izoliatsia et l'ont converti en un site fermé du ministère de la sécurité de l'État de la RPD,. Izoliatsia est utilisée à la fois comme un centre d'entraînement pour les combattants de la RPD et comme un dépôt pour les automobiles, la technologie militaire et les armes,. La prison a un statut secret parce que les détenus sont condamnés par des tribunaux illégaux de la RPD sans enquête appropriée,. Il existe de nombreux cas connus où les détenus d'Izoliatsia n'ont fait des aveux qu'après avoir été torturés,,.

## Histoire
Le bâtiment a été construit en 1955 an tant qu'usine de traitement du coton minéral brut et a ensuite été adapté pour produire des plaques de coton minéral cousues, de la ouate minérale, de la fibre basaltique, du carton basaltique, et des plaques sur base basaltique. L'usine a fermé en 1990. De 2010 à 2014, la fondation Izolyatsia, centrée sur les arts créatifs, a occupé le site.

### Saisie du site de la fondation Izolyatsia
Le 9 juin 2014, des représentants armés de la RPD ont envahi le site de la fondation Izolyatsia. Selon Roman Lyagin, qui a participé à la saisie, les locaux étaient nécessaires pour stocker l'aide humanitaire provenant de la fédération de Russie. Selon Leonid Baranov, qui était le ministre de la sécurité d'État de la RPD à l'époque, le site d'Izoliatsia a été saisi pour des raisons idéologiques : on pensait que les valeurs de la fondation porteraient préjudice à la RPD. Lioubov' Mikhailova, la fondatrice d'Izolyatsia, affirme que les infrastructures sont une des raisons de la saisie, puisqu'Izoliatsia est un site développé de 7,5 ha.
Selon les données présentées dans le rapport de la DRA et l'initiative médiatique pour les droits de l'homme, le bataillon Vostok s'est installé sur le site en juin 2014, et des prisonniers ainsi que des otages civils ont été enfermés sur les lieux.

## Conditions de vie
Selon les témoignages d'anciens prisonniers, les bureaux et les sous-sols de l'ancienne usine ont été réaménagés en cellules de prison avec des bidons de 5 litres pour les toilettes. Certains des bâtiments administratifs ont été utilisés par le personnel de la prison d'Izoliatsia comme chambres de torture.
D'anciens prisonniers ont fait remarquer que les bâtiments d'Izoliatsia ne sont pas équipés pour servir de prison, et que les conditions de vie ressemblent davantage à celles d'un camp de concentration,. Les prisonniers sont obligés de travailler pour les gardiens, qui ont régulièrement recours à la violence physique, et sont privés de nourriture, d'eau et de soins médicaux.
De 2014 à 2016, jusqu'à 100 prisonniers ont été détenus dans des cellules en sous-sol à un moment donné. Izoliatsia ne disposait pas de couchettes ni de toilettes, les prisonniers utilisaient donc des récipients en plastique pour les déchets. En 2017, il n'y avait toujours pas de toilettes dans les cellules situées au-dessus des sous-sols, les prisonniers étaient donc conduits dans un bâtiment séparé pour utiliser les toilettes deux fois par jour. Les prisonniers pouvaient perdre le droit d'utiliser les toilettes. En juillet 2017, à l'initiative d'un des prisonniers, les cellules de la prison ont été rénovées et des toilettes et des lavabos ont été installés. Néanmoins, dans de nombreux bâtiments, les deux cellules d'isolement et la sixième cellule, dite "de luxe", les conditions n'ont pas changé.
Selon le rapport du Haut-Commissariat des Nations unies aux droits de l'homme pour la période allant du 16 novembre 2019 au 15 février 2020, les personnes détenues à Izoliatsia ont subi des tortures, notamment des chocs électriques, des simulacres d'exécution et des violences sexuelles. Conformément au rapport, des représentants du ministère de la sécurité d'État de la RPD y ont procédé à des interrogatoires. Le journaliste Stanislav Asseïev, qui a été détenu dans la prison d'Izoliatsia de 2017 à 2019, qualifie les actes qui y ont été commis de crimes de guerre. Il se souvient de tortures qui ont conduit à des tentatives de suicide pour certains prisonniers.

## Prisonniers notables
En 2014, il y avait plus de 100 prisonniers à Izoliatsia,. Dmitrii Potekhine, Valentina Boutchok, Galina Gaïeva et Stanislav Asseïev ont tous été détenus à Izoliatsia.

## L'affaire Roman Liaguine
En juin 2019, Roman Liaguine a été appréhendé par des représentants du SSU. Liaguine a été accusé de participation à une organisation terroriste, d'atteinte à l'intégrité territoriale de l'Ukraine et de trahison pour son rôle dans l'organisation d'un référendum sur le statut de la RPD, dont les résultats n'ont pas été reconnus par l'Ukraine, l'UE ni les États-Unis. Liaguine a également été impliqué dans la saisie du site de la fondation Izoliatsia par la RPD. Les représentants de la fondation et les anciens prisonniers de la prison d'Izoliatsia insistent sur le fait que Liaguine est personnellement responsable de la saisie du site et de sa transformation en prison secrète, mais le tribunal Chevtchenkovskyi de Kiev n'a pas reconnu la fondation ou les anciens prisonniers d'Izoliatsia comme partie lésée dans l'affaire Roman Liaguine.

## Le témoignage de Stanislav Asseïev
Stanislav Asseïev, journaliste et blogueur ukrainien qui a été détenu dans cette prison du 11 mai 2017 au 29 décembre 2019, a publié en 2021 un livre : Donbass : Un journaliste en camp raconte. 
Incarcéré pour « espionnage », il a été témoin des sévices perpétrés sur les prisonniers – les tortures, viols, humiliations et travaux forcés –, avant d’être libéré en décembre 2019, sous la pression de Reporters sans frontières, Human Rights Watch et de l’Organisation pour la sécurité et la coopération en Europe.

## Propagande
Des photos et des vidéos ont été produites à Izoliatsia montrant les combattants de l'ISIL aux côtés des soldats du bataillon ukrainien Azov. Une enquête menée par des journalistes de la BBC avec l'aide de Wikimapia a permis d'établir où le tournage a eu lieu et de prouver que la vidéo était fausse.

## Travaux liés
- 2018 : recueil d'essais de Stanislav Asseïev, V іzoliatsii (ukrainien : В ізоляції)[33]
- 2020 : film documentaire, Kontstabir «IZOLIATSIA» (ukrainien : Концтабір "ІЗОЛЯЦІЯ"), réalisé par Sergii Ivanov[10]